# Joseph Peter O’Connell
Joseph Peter O’Connell (* 10. Dezember 1931 in Melbourne; † 27. April 2013 in Melbourne) war Weihbischof in Melbourne.

## Leben
Joseph O’Connell begann zunächst ein Lehramtsstudium, trat aber 1950 in das Corpus Christi College Werribee ein und studierte Philosophie und Theologie. Der Koadjutorerzbischof von Melbourne, Justin Daniel Simonds, weihte ihn am 28. Juli 1957 in der St. Patrick’s Cathedral zum Priester des Erzbistums Melbourne. Als Alumnus des australischen Peter’s College in Rom absolvierte er 1961 ein Doktoratsstudium in Kanonischem Recht an der Päpstlichen Universität Gregoriana. Er war in verschiedenen Pfarrgemeinden in West-Melbourne und Yarraville tätig, zudem am Diözesangericht des Erzbistums, wo er 1968 zum Vizeoffizial bestellt wurde. 1969 wurde er zum Diözesanvikar ernannt. 
Papst Paul VI. ernannte ihn am 24. Januar 1976 zum Weihbischof in Melbourne und Titularbischof von Sanctus Germanus. Der Erzbischof von Melbourne Thomas Francis Little weihte ihn am 31. März 1976 zum Bischof; Mitkonsekratoren waren Arthur Francis Fox, Bischof von Sale, und Ronald Austin Mulkearns, Bischof von Ballarat.
Am 11. Dezember 2006 nahm Papst Benedikt XVI. seinen altersbedingten Rücktritt an.